# Andrzej Kwaśniński-Złoty
Andrzej Kwaśniński-Złoty herbu Pielesz (ur. 1599, zm. przed kwietniem 1665 roku) – duchowny greckokatolicki.

## Życiorys
W sierpniu 1618 wstąpił do zakonu bazylianów. Od sierpnia 1618 do czerwca 1619 studiował w Kolegium jezuitów w Braniewie. Kontynuował studia teologiczne i filozoficzne w szkołach klasztornych. W latach 1624–1628 studiował w Kolegium św. Atanazego w Rzymie. Unicki arcybiskup smoleński w latach 1640–1665. W 1654 musiał opuścić Smoleńsk, w 1655 mianowany  biskupem pińskim i turowskim. Ponadto archimandryta (ihumen) czerejski, archimandryta mohylowski Św. Spasa w 1653 roku.
Był elektorem Jana II Kazimierza Wazy w 1648 roku z województwa smoleńskiego.